# Platte rus
Platte rus (Juncus compressus) is een plantensoort uit de russenfamilie (Juncaceae).

## Determinatie
Platte rus is een vaste, kruidachtige plant. Ze groeit in pollen en bereikt een hoogte van 10–40 cm. Ze vormt lange wortelstokken en heeft een meestal afgeplatte, stomp tweekantige, grijsgroene stengel. De bladeren zijn 5–25 cm lang en 1–2 mm breed. Ze zijn aan de top donkerder gekleurd. De soort bloeit van juni tot september met geelbruine, 2 mm lange bloemen, waarvan de kelk- en de kroonbladen hetzelfde zijn. Deze hebben een witte rand. De stijl is 0,1–0,3 mm lang en de helmhokjes zijn 1,2–1,7 mm lang. De bloeiwijze is een pluim. De groene of lichtbruine, iets kleverige vrucht is een 2–2,5 mm lange doosvrucht die 0,4 mm grote zaden bevat.

### Gelijkende taxa
Platte rus is moeilijk te onderscheiden van zilte rus (Juncus gerardii). Zilte rus heeft echter meestal geen platte, maar een ronde stengel. 

## Ecologie
Platte rus groeit vooral in eutrofe, vochthoudende, jaarlijks overstroomde graslanden op kleigrond. De vrucht wordt verspreid door dieren (zoöchorie) en de zaden ook door de wind.

### Syntaxonomie
In de syntaxonomie staat platte rus te boek als kensoort voor de associatie van geknikte vossenstaart.

## Verspreiding
Het natuurlijke verspreidingsgebied van platte rus strekt zicht uit over Eurazië.

## Fotogalerij

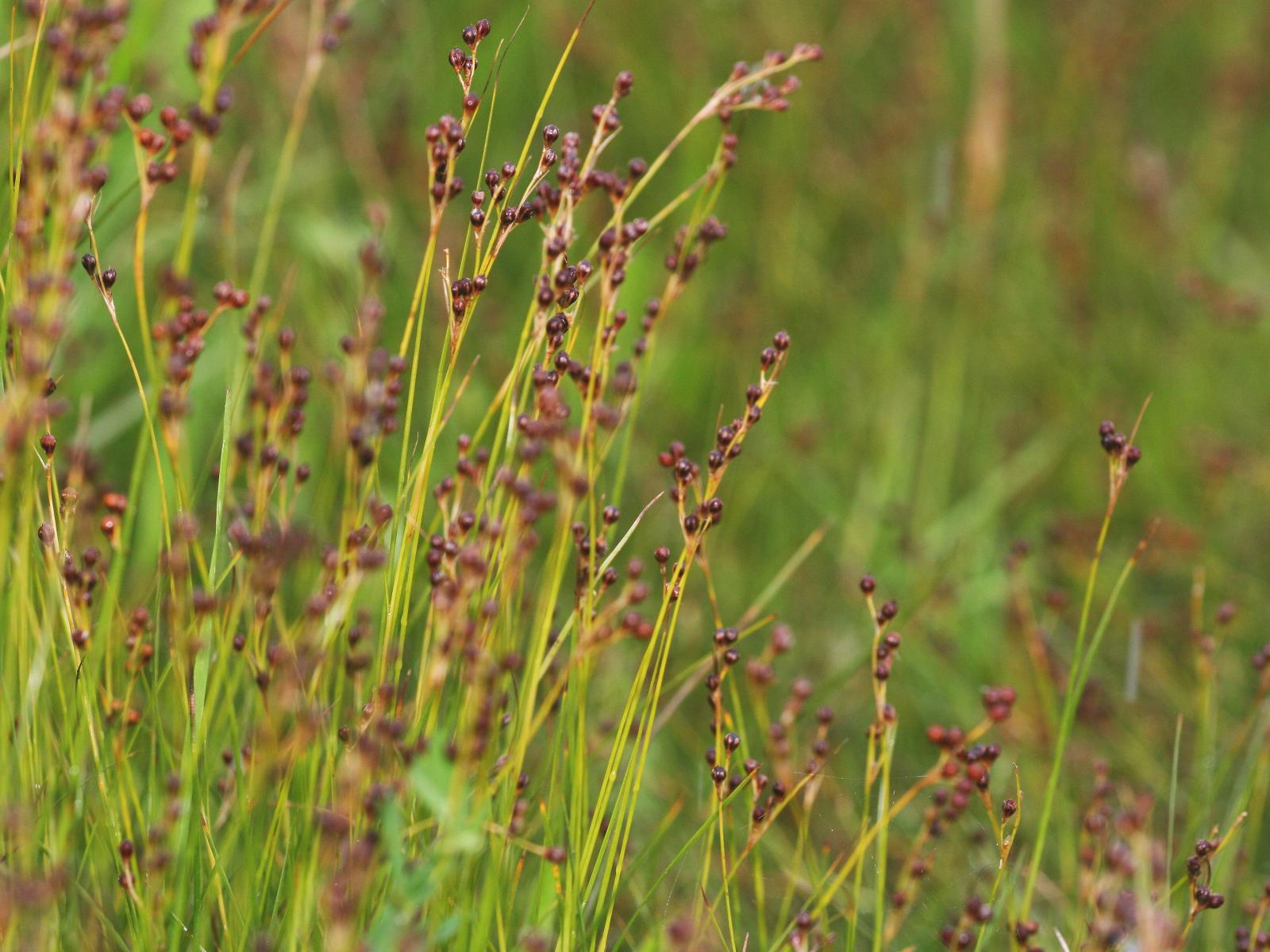
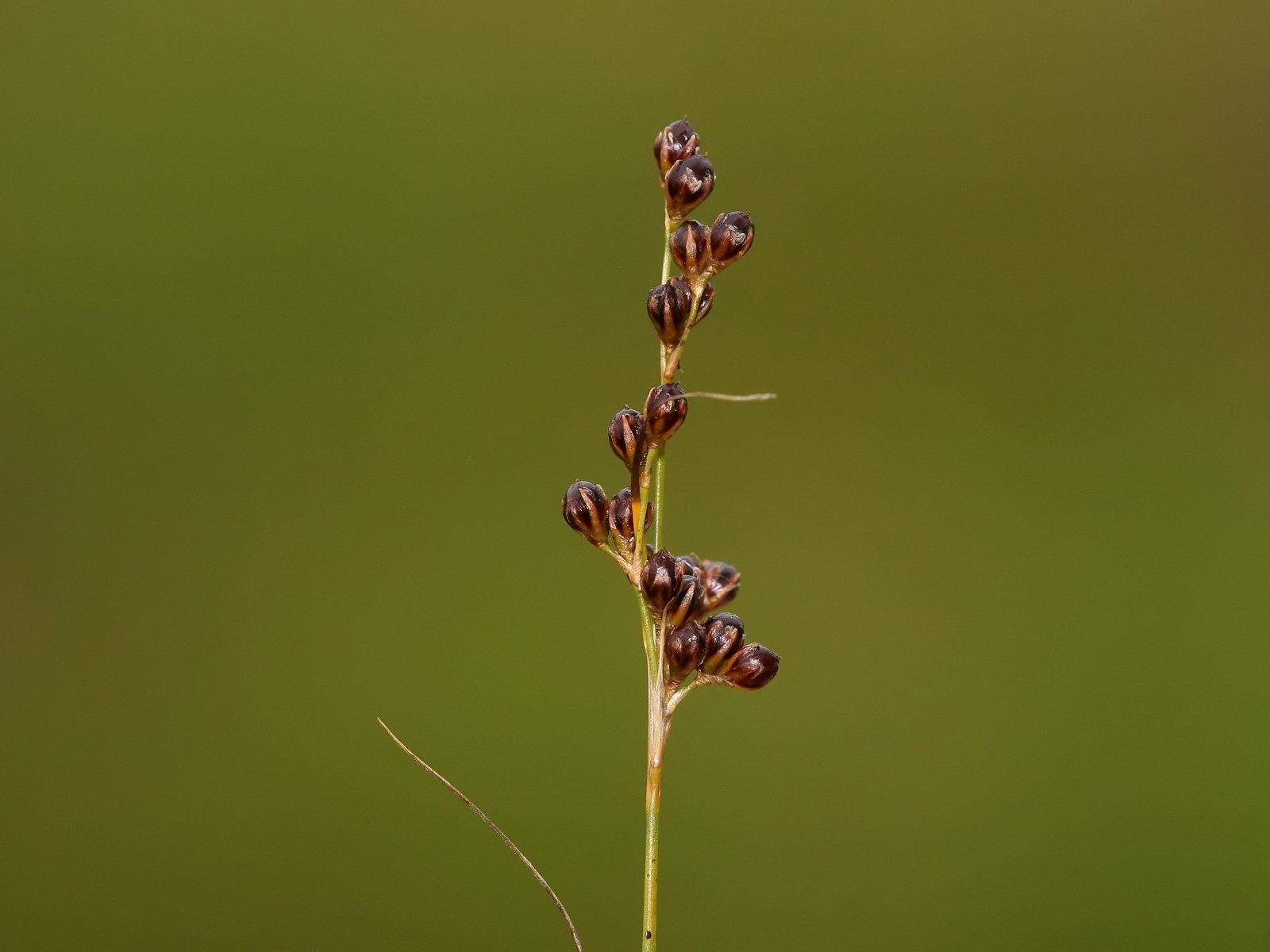
Bloeiwijze
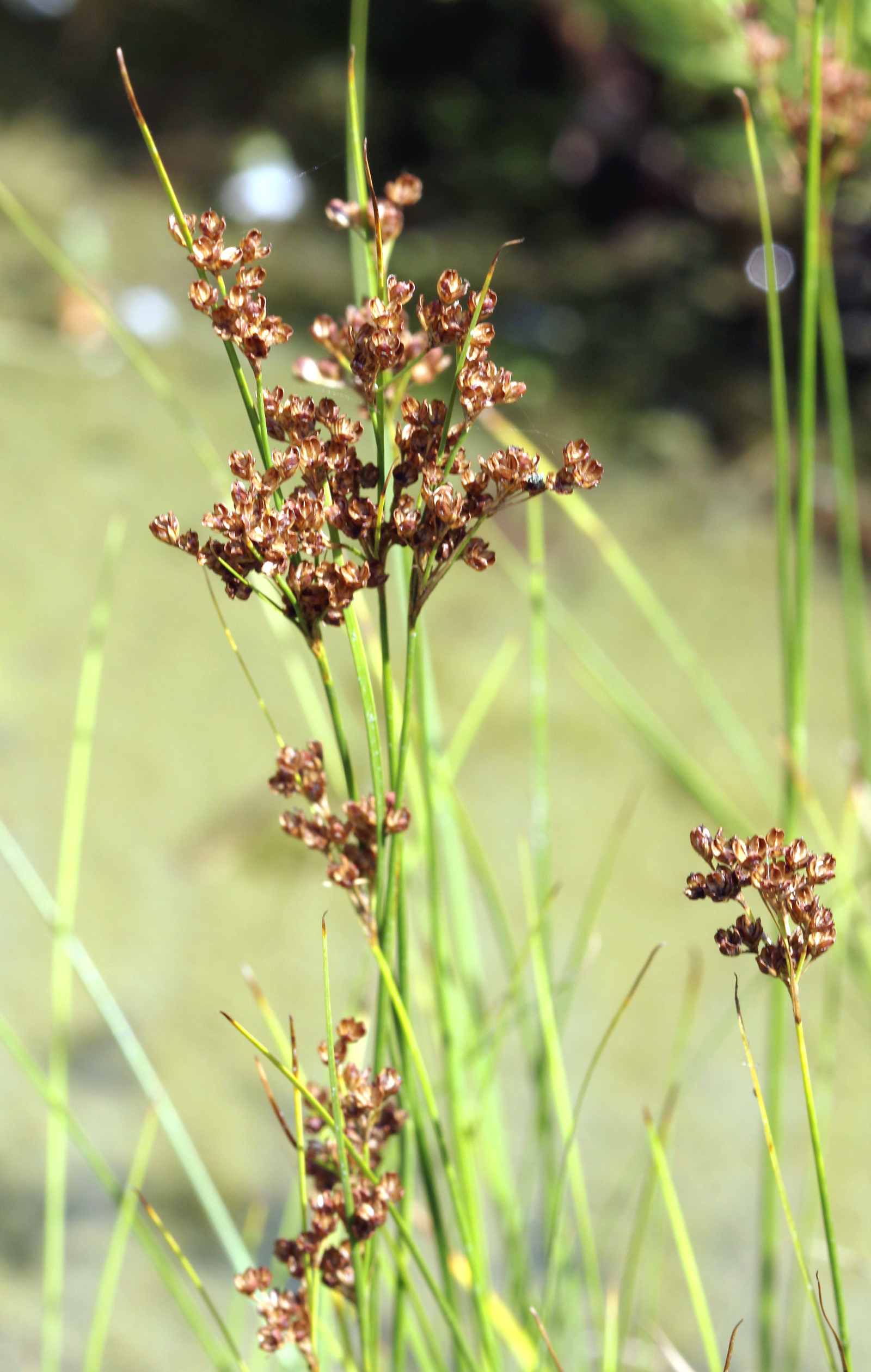
Bloeiwijze